# Agapitus Enuyehnyoh Nfon
Agapitus Enuyehnyoh Nfon (ur. 11 lutego 1964 w Shishong) – kameruński duchowny katolicki, biskup Kumby od 2016.

## Życiorys

### Prezbiterat
Święcenia kapłańskie otrzymał 22 marca 1991 i uzyskał inkardynację do diecezji Kumbo. Początkowo pracował jako duszpasterz parafialny, a także jako katecheta w katolickiej szkole w Kumbo i sekretarz biskupi. Po odbytych studiach w Rzymie rozpoczął pracę jako wychowawca seminarium w Bambui. W 2004 został ekonomem tejże uczelni, a rok później objął funkcję jej rektora.

### Episkopat
8 kwietnia 2011 papież Benedykt XVI mianował go biskupem pomocniczym Bamendy. Sakrę otrzymał 31 maja 2011.
15 marca 2016 został biskupem ordynariuszem Kumby, powstałej z terenu diecezji Buea.